# Autoportrait (Rembrandt, 1658)
Pour les articles homonymes, voir Autoportrait (homonymie).
L'Autoportrait ou Autoportrait à la canne est une peinture à l'huile sur toile (133,7 × 103,8 cm) réalisée en 1658 par le peintre néerlandais Rembrandt.
Faisant partie des nombreux autoportraits de Rembrandt, l'œuvre est signée et datée « REMBRANDT F. 1658 » et est conservée à la Frick Collection de New York.

## Description
Comme dans son Autoportrait à la chemise brodée (1640, National Gallery de Londres), l'artiste se représente avec des vêtements particuliers : ici, ils semblent être des vêtements royaux, mais on ne sait pas si le peintre a voulu rappeler un personnage historique ou mythologique, sinon Jupiter lui-même. L'expression tendue est liée aux problèmes économiques qui ont réduit le peintre au seuil de la prison.